# Marjan Pogačnik (likovnik)
Marjan Pogačnik, slovenski slikar, grafik in pedagog, * 30. september 1920, Ljubljana, † 25. marec 2005.
Marjan Pogačnik se je z umetnostjo srečeval že od malega, saj je pogosto odhajal v Narodno galerijo, kjer je bil ravnatelj njegov stric Janez Zorman. Po drugi svetovni vojni, leta 1947 je diplomiral na Filozofski fakulteti v Ljubljani iz umetnostne zgodovine pri Francetu Steletu. Kasneje se je posvetil slikarstvu in nadaljeval študij slikarstva na Akademiji za likovno umetnost v Ljubljani. Diplomiral je leta 1949 ter 1951 dokončal specialko za slikarstvo pri profesorju Gabrijelu Stupici. 
V umetnosti si je ustvaril tako dobro ime, da je dobil sedež na Akademiji za likovno umetnost v Ljubljani. Tam je bil profesor med letoma 1963 in 1979, med letoma 1972 in 1982 pa je bil član umetnostne komisije v Narodni galeriji.
Med njegovimi umetniškimi deli so najbolj znane njegove abstraktne jedkanice, gravure s stilizirano risbo ter ornamentalnimi reliefnimi pikčastimi in čipkastimi vzorci po zgledu ljudske krasilne umetnosti. 

## Donacija del
Pogačnik in njegova žena Bogomila Avčin Pogačnik sta pred smrtjo svoja dela, dokumentacijo in knjižno zbirko, darovala Narodni galeriji, ta pa se jima je oddolžila s častnim nazivom zlati mecen umetnosti.

## Nagrade in priznanja
- Nagrada Prešernovega sklada, 1963 - za grafični opus
- Nagrada Riharda Jakopiča, 1976
- Prešernova nagrada, 1986 - za življenjsko delo
- Srebrni častni znak svobode Republike Slovenije, 1996 - za delo in ustvarjalnost na področju likovne umetnosti ter za zasluge pri ustvarjanju dobrega slovesa ljubljanske Akademije za likovno umetnost
- 2002: Valvasorjevo častno priznanje zakoncema Pogačnik za več dragocenih donacij slovenskim muzejem in Arhivu Republike Slovenije v letih 1995-2002[5][6][7]